# Język domari
Język domari – język z grupy indoaryjskiej języków indoeuropejskich. Wywodzi się z sanskrytu za pośrednictwem języków prakryckich. Posługują się nim bliskowschodnie społeczności Domów.
Język domari jest pokrewny innym językom indoaryjskim z grupy centralnej, np. hindi, urdu, pendżabskiemu czy romani, z którym łączy go podobna geneza. Oba te języki uformowały się poza obszarem subkontynentu indyjskiego wśród wędrownych grup Indusów, pochodzących najprawdopodobniej z kasty Domba, przemieszczających się na zachód przez tereny języka perskiego. Domowie opuścili jednak Indie w VI wieku n.e., a więc około 400 lat przed Romami, przez co ich język mimo licznych podobieństw, prezentuje bardziej archaiczny zestaw cech. Na rozwój domari, jego gramatykę, system fonetyczny i słownictwo duży wpływ wywarły (i wciąż wywierają) języki perski i arabski.
Wykazuje wpływy języków arabskich i języków miejscowych (w zależności od lokalizacji). Nie jest wzajemnie zrozumiały z językiem romani.
Obecnie jest on językiem zagrożonym, wypieranym w coraz większym stopniu przez języki większościowe w krajach, gdzie zamieszkują Domowie. Dzieje się tak zarówno w wyniku wpływu kultury masowej, jak i społecznej marginalizacji oraz prześladowań jego użytkowników. Domari nie posiada standardu literackiego, ani powszechnie uznawanej ortografii. Na ogół zapisuje się go pismem arabskim.

## Przykłady
- Zaimki osobowe:

|    | l.poj. | l.mn.        |
| -- | ------ | ------------ |
| 1. | ama    | ame          |
| 2. | atu    | atmen        |
| 3. | panji  | panjan, urin |

- Odmiana czasownika „być” w czasie teraźniejszym:

| „jestem”       | stom |
| „jesteś”       | stor |
| „(on) jest”    | sta  |
| „(ona) jest”   | sti  |
| „jesteśmy”     | sten |
| „jesteście”    | stes |
| „(oni/one) są” | ste  |

- Liczebniki główne:

1 yek
2 di
3 tirin
4 ishtar
5 pench
6 shesh
7 hoft
8 haysht / haytek
9 nu
10 dez
- Dialog 1:

- Haa baarum. („To jest mój brat.”)
- Keetur mans-ur? („Gdzie jest twój mąż?”)
- Na djami. („Nie wiem.”)
- Baare sta. („Jest na zewnątrz.”)
- Dialog 2:

- Kek halor? („Jak się masz?”)
- Ghay shtum. / Ghay hromi. („Dobrze.”) 
- Ar westi! („Zapraszam!” / „Chodź, usiądź!”)